# Riedmark

Wappen Ried in der Riedmark

Riedmark ist die Bezeichnung einer historischen Landschaft im Mühlviertel in Oberösterreich.
Lage und Ausdehnung der Riedmark wechselten im Verlauf der Jahrhunderte. Ursprünglich wurde damit eine Region des Ostfrankenreiches bezeichnet, später ein Landgericht im Herzogtum Österreich. Heute ist die Riedmark eine Region im unteren Mühlviertel, nordöstlich von Linz, die durch den Haselgraben im Westen, die Aist im Osten, die Donau im Süden und die Grenze zur Tschechischen Republik im Norden begrenzt wird. Teilweise wird auch das Gallneukirchner Becken als Riedmark bezeichnet, dieses ist jedoch nur ein Teil der historischen Landschaft.
Einzelne Orte im unteren Mühlviertel tragen die Bezeichnung „in der Riedmark“ im Ortsnamen, beispielsweise Ried in der Riedmark und Alberndorf in der Riedmark. Auch die ehemals passauische Burg Riedegg bei Gallneukirchen leitete ihren Namen von der Riedmark ab.

## Mark des ostfränkischen Reiches
In der Urkunde Confirmatio Ludovici Pii (823) von König Ludwig dem Frommen wird Ried in der Riedmark (Reode) erstmals als Hauptort einer bereits zu Zeiten Karls des Großen existierende Altpfarre des Bistums Passau erwähnt. 853 bestätigte König Ludwig der Deutsche auf Bitte des Bischofs Erchamfrid von Regensburg unter anderem die Schenkung des zwischen den Flüssen Aist und Naarn gelegenen Teiles der Riedmark (sogenannter Regensburger Luß) an das Kloster Sankt Emmeram durch den damaligen Traungauer Grenzgrafen Wilhelm. Die Bewohner der Riedmark fanden auch um 903 in der von König Ludwig angestrengten Raffelstettener Zollordnung für die drei Grafschaften (tres comitates) der damaligen karolingischen Marchia orientalis als Reodarii Erwähnung. Die Riedmark war in weiterer Folge ein Teil des Herzogtums Bayern.

## Gebietszuwachs für Österreich
Ab 1115 geriet der östlich der Aist gelegene Teil der Riedmark in den Einflussbereich der Markgrafschaft Österreich, indem Markgraf Leopold III. die in der Riedmark gelegenen Besitzungen des Klosters St. Florian in seinen Einflussbereich brachte und die Einwohner der Riedmark das sog. Marchfutter (eine Kriegssteuer) an die Babenberger zu leisten hatten. Dennoch schenkte 1142 König Konrad III. dem Kloster Garsten auf Bitte von Abt Berthold I. noch eine große Waldstrecke in der Riedmark vom Flusse Jowernitz (vermutlich die Jaunitz) bis zur Aist und zu den Grenzen der Slawen.
1191 gelangten schließlich die Besitzungen der Herren von Perge über Herzog Leopold V. an das mittlerweile zum Herzogtum erhobene Österreich, nachdem Friedrich II. von Perg beim 3. Kreuzzug im Heiligen Land gestorben war. 1218 wurden auch die Gebiete der Herren von Machland und schließlich 1224 die Besitzungen der Klöster Gleink und Garsten in der Riedmark durch Gebietstausch über Herzog Leopold VI. Teil des Herzogtums Österreich. Noch 1235 versuchte der Regensburger Domvogt Otto V. von Lengenbach mit anderen Adeligen die Besitzungen des Klosters Garsten in der Riedmark ebenfalls an sich zu bringen, was zu einem entschiedenen Eingreifen von Herzog Friedrich II. führte und dem Domvogt im Jänner 1236 das Leben kostete.

## Abgrenzung von Riedmark und Machland
Die alte Riedmark umfasste bis Mitte des 13. Jahrhunderts das gesamte untere Mühlviertel, ausgenommen einen Gebietsstreifen der im Wesentlichen entlang der Donau zwischen Aist und Sarmingbach  lag und das Machland bildete. Die Grenze zwischen Riedmark und Machland verlief von der Einmündung der Aist in die Donau über Aisthofen gegen Perg. Von dort in einem Bogen über Münzbach bis nahe an die Donau bei Mitterkirchen. Dann wieder landeinwärts bis St. Thomas am Blasenstein. Von dort noch einmal bis Pannholz (Panholz) bei Grein und von dort hinauf nach St. Georgen am Walde.

## Babenbergisches Landgericht Riedmark
1227 schuf Herzog Leopold VI. im heutigen unteren Mühlviertel aus der alten Riedmark die beiden Landgerichte Riedmark und Machland. Die Grenze zwischen den beiden Landgerichten bildeten Aist, Waldaist und Weiße Aist. Freistadt war bis zur Abschaffung der Grundherrschaft im Jahr 1850 Hauptsitz des Landgerichtes Riedmark. 1230 ist mit Ebirgerus der erste Landrichter der Riedmark (iudex in Riedmarchya) urkundlich erwähnt. Im Dezember 1276 wurde Ulrich I. von Kapellen durch König Rudolf unter anderem bevollmächtigt, die dem Hochstift Regensburg in der Riedmark und im Machland abhandengekommenen Güter wieder an dasselbe zurückzubringen. 1290 erhielt Heinrich I. von Walsee von Herzog Albrecht I. Freistadt und die Riedmark als Sicherstellung für ein Darlehen von 2000 Pfund. 1342 nannte sich Reinprecht I. von Walsee auch Hauptmann und Herr der Riedmark. 1360 und 1361 war Jans von Traun Hauptmann der Riedmark. Die Gerichtsstätte war damals in Pregarten.
Überlieferte Landrichter der Riedmark waren:
- Ebirgerus (1230)
- During von Altenhofen (1297)
- Buzko von Horach (um 1323)
- Seybot Sweinpekch (1328)
- Wolfart der Gule (1331–1335)
- Reinprecht I. von Walsee (1342)
- Weichart der Pernawer bzw. Ulrich von Pernawe (1350)
- Chunrat Scheurbech (1355–1357)
- Jans von Traun (1360, 1361)
- Ott Vawchter (1369–1386)
- Stefan Gulher (1390)
- Ulrich von Keutschach (1410)

Aus dem Landgericht Riedmark ging ab dem 15. Jahrhundert das Landgericht Freistadt hervor. Westlich davon befand sich das Landgericht Waxenberg. Ab 1478, als aus Gründen der Landesverteidigung Oberösterreich in vier Organisationseinheiten unterteilt wurde, war die Riedmark Teil des Machlandviertels, das im 17. und 18. Jahrhundert auch Schwarzviertel genannt wurde.